# Ankerpark
Het Ankerpark is een park in de Nederlandse stad Leiden. 
Het park is gelegen langs de Zijlsingel tussen de Zijlpoort en het terrein van de voormalige Meelfabriek. Het is alleen te bereiken via enkele bruggetjes over de Binnenoostsingel, een deel van de nog aanwezige binnenvestgracht aan de stadszijde. Het park is aangelegd in een gereconstrueerde traditionele vestingwalvorm met een dubbele rij kastanjes als singelbeplanting.
Op deze plek stond vroeger de Leidse asschuur, die naderhand werd vervangen door een uitbreiding van de Grofsmederij, die bestaan heeft tot 1978. Het bedrijf werd gesloopt en op het schiereiland aan de Zijlsingel werd in 1979 het huidige park aangelegd, waarvan de naam nog herinnert aan het product waarmee de Grofsmederij een eeuw voordien de lof van de Marine oogstte. De aanleg van het park vond plaats in het kader van het Leidse 'Groene singels beleid' dat sinds 1932 wordt uitgevoerd.

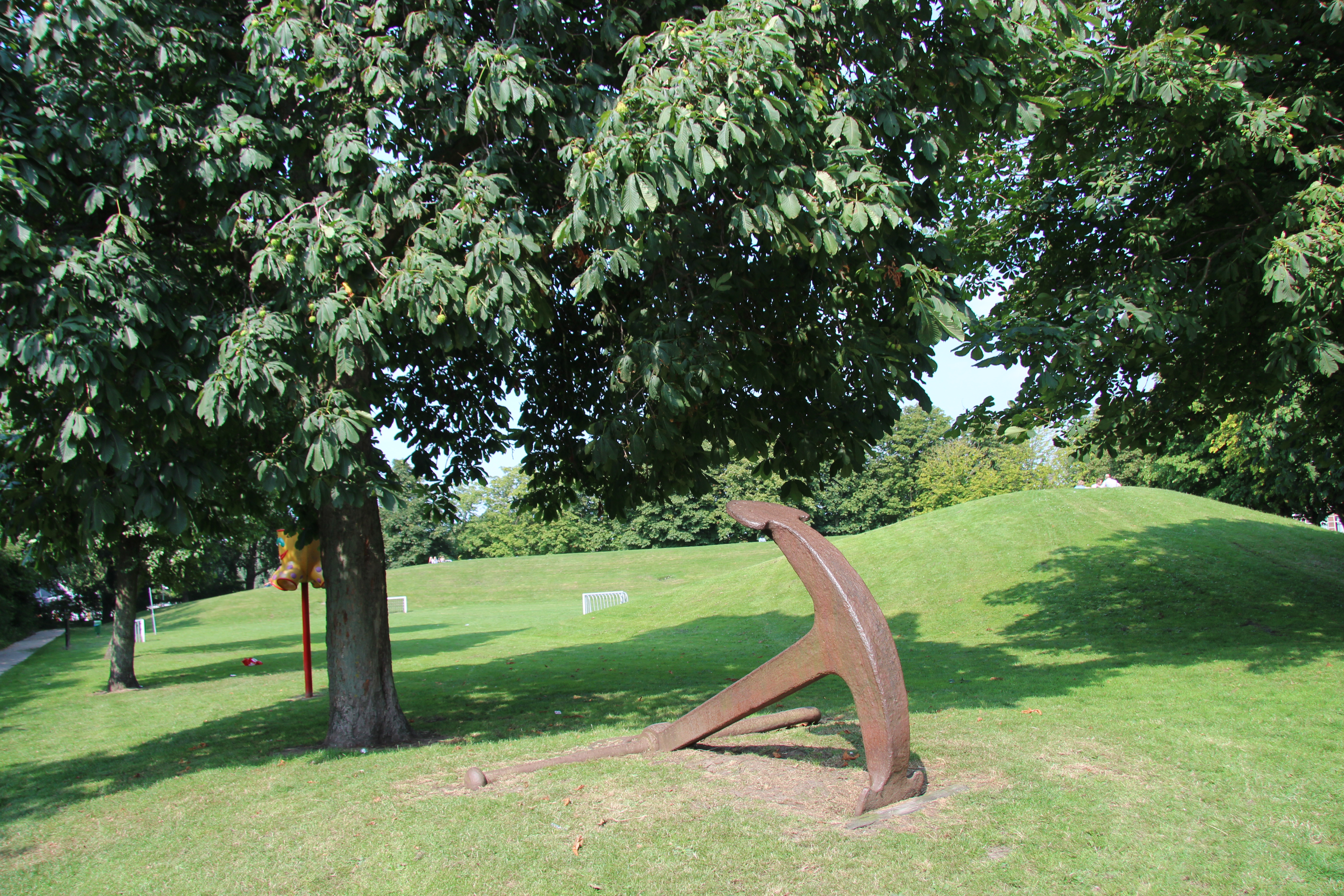
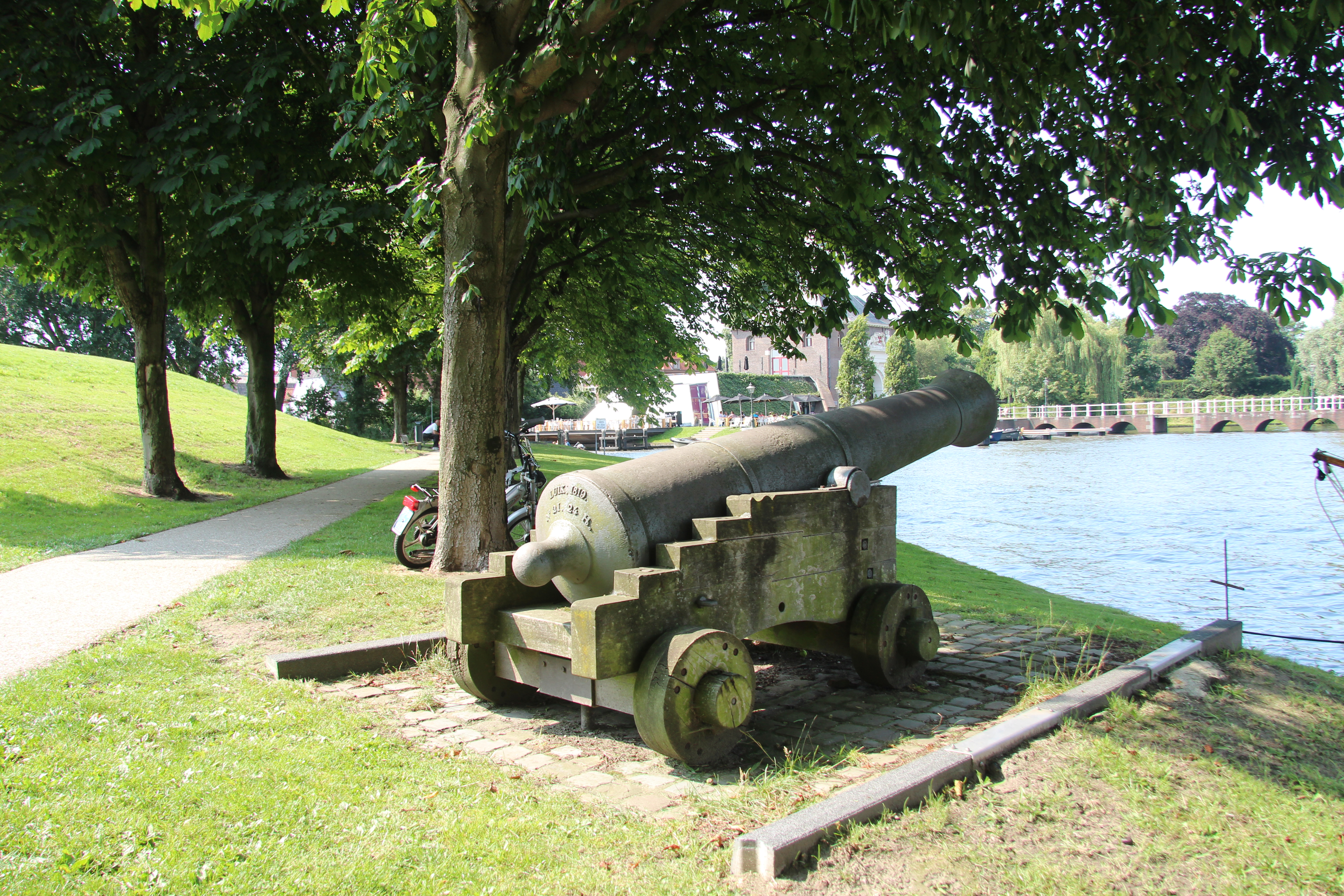
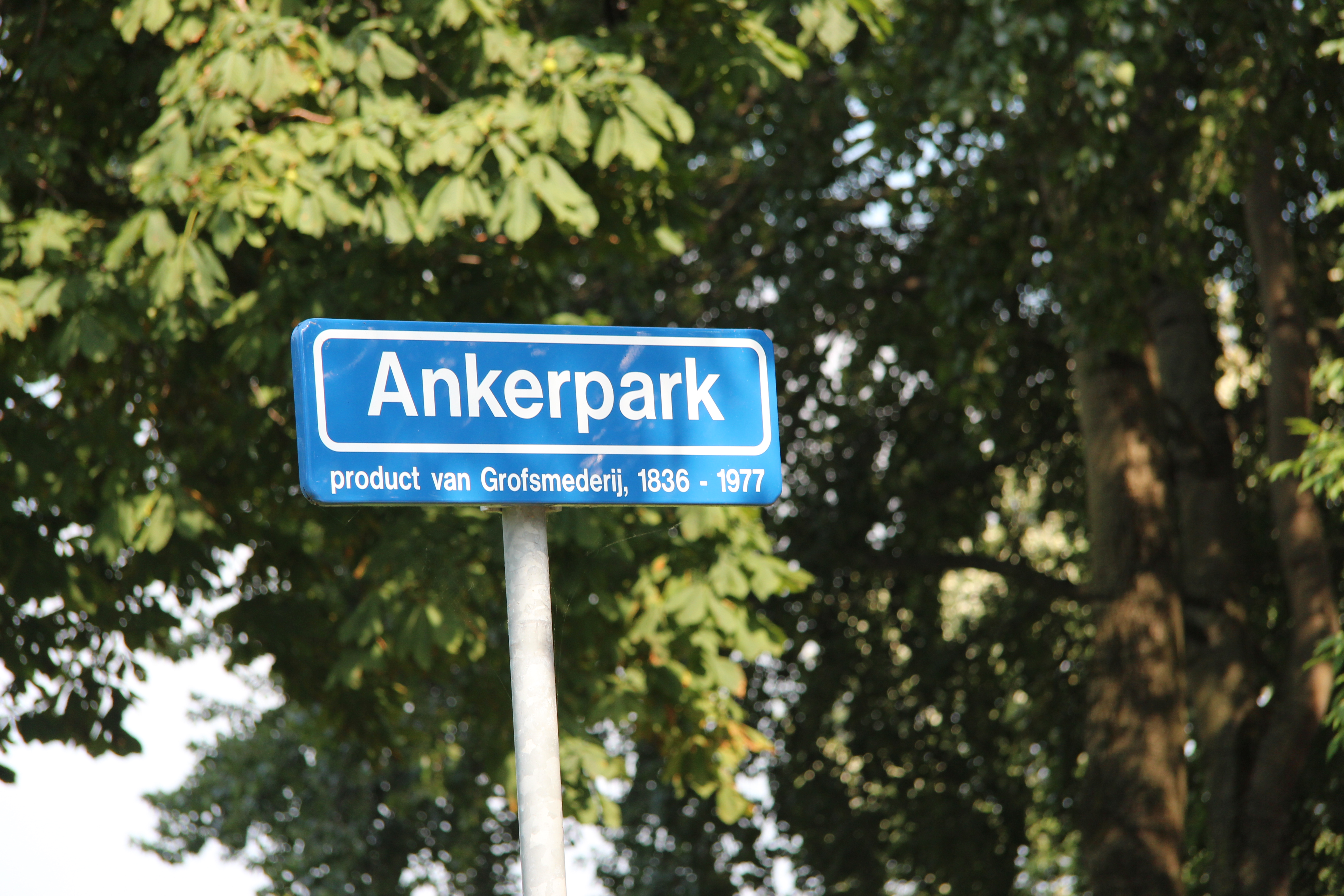